# Nesticus suzuka
Nesticus suzuka är en spindelart som beskrevs av Takeo Yaginuma 1979. Nesticus suzuka ingår i släktet Nesticus och familjen grottspindlar. Inga underarter finns listade i Catalogue of Life.